# 配給制

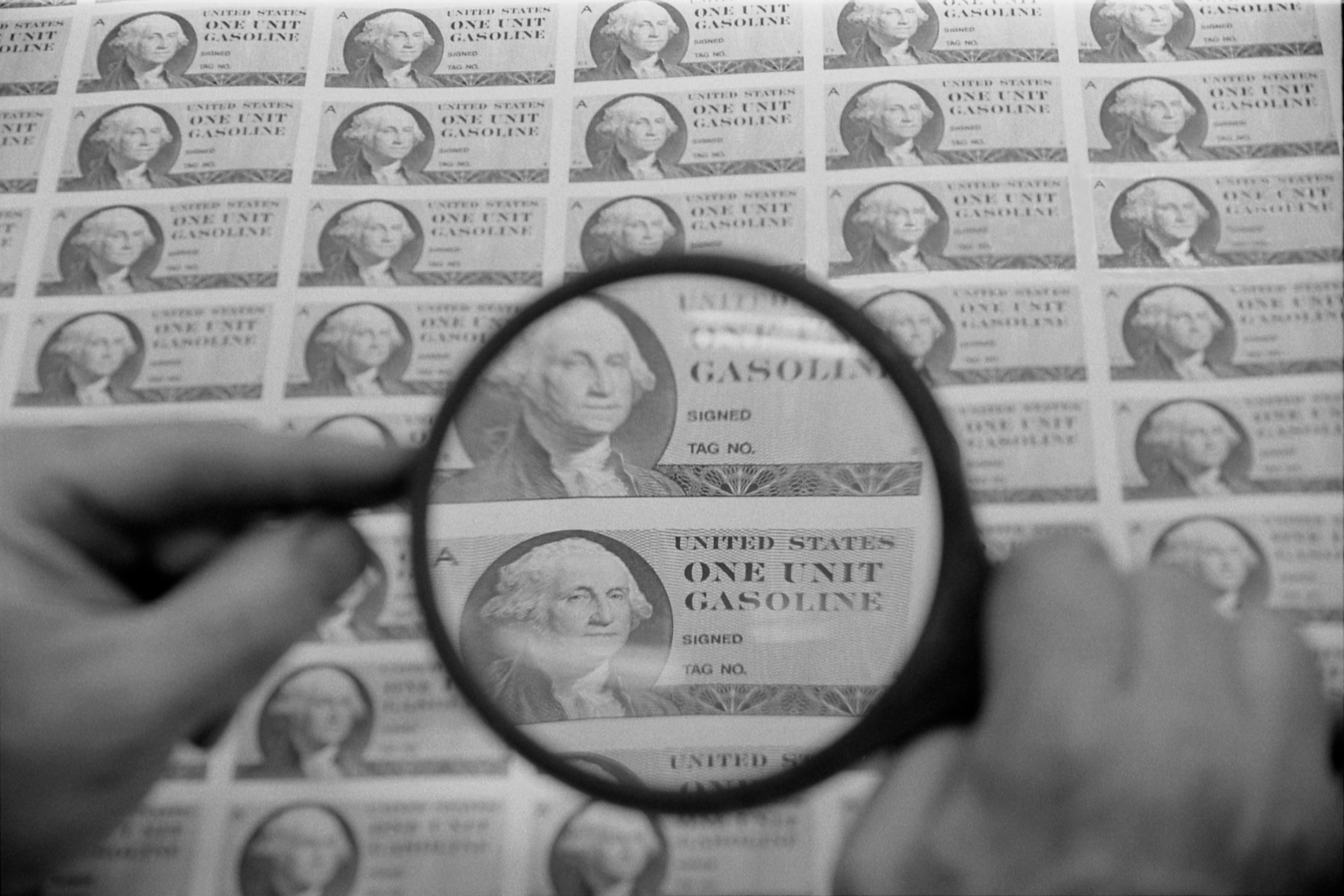
美国在1973年第一次石油危機時期配给供应的汽油券

配給制是指政府控制、掌管商品、資源以及服務的供應。政府通常會對上述的配給項目實行數量、大小等限制。配給制會出現在非常時期，如戰亂、物资短缺。对象是全体国民，特权阶级和黑市随之出现。现代一些社会主义国家由于生产力低下，曾经长期实行配给制。中华人民共和国政府在1950年代至1994年，对粮食、副食品、日用品等商品进行计划配给，至2000年代这种体系仍有留存。在1980年代商品敞开供应之前，除粮食、布料外，占当时中国人口绝大多数的农民被排除在配给体制之外。
粮食是最基本的配给物质，中国在1960年左右因粮食不足，造成严重的大饥荒。朝鲜的國家配給系統同样因粮食配给不足，造成1990年代的朝鲜饥荒。

## 现今的配给制
目前配给制在古巴和朝鲜这样的社会主义国家中依旧维持至今。其他的社会主义国家中，中国的经济制度在改革开放之后通过双规制逐渐从计划经济最终过渡为市场经济，配给制于2001年彻底废除。越南也在革新开放后从计划经济转变为市场经济，因此也取消了配给制。至于老挝，1986年改革開放後，也廢除了配给制度。

## 朝鲜的配给制
根据香港凤凰卫视在2015年的报道，朝鲜目前施行的粮食配给制度分为14个等级，根据朝鲜人民的职业和年龄划分。14个等级中，14级为最高等级。像朝鲜军队、飞行员以及杂技演员等人员均为14级，可以每天分配到900克的粮食。而从事艰难工作的工人等人员，分别为13级或12级。而像大学教授这样知识分子等，则为第8级，每天能获得450克的粮食。 而刚出生的婴儿则每天可以获得150克的粮食，为期一年。另据凤凰卫视的报道，朝鲜至今还施行在中华人民共和国改革开放之前的与中华人民共和国类似的凭票供应制度。以报道中的平壤万寿桥肉鱼商店为例，朝鲜官方通过该商店向平壤居民每月发放配给的急冻鱼和肉，并需要凭鱼票按月以优惠价格购买。根据朝鲜官方人员透露，鱼票会优先发放给在例如在火电站、下水道工人和园林局等工作的人员，并可以领取3公斤的鱼和肉，同时需要支付每公斤5000朝鮮圓的价格。而朝鲜官方配给制以外的商品则是非常昂贵，且商品多从中国进口，少部分为朝鲜国产商品，因此很少有人购买。
2024年1月23日至24日，朝鲜国务委员长金正恩在表示：“无法保障地方人民基础食品和初级生活必需品的顺利供应，这是党和政府绝对无法回避的严重政治问题。”朝鲜日報認為這表示金正恩亲自并公开承认了地方配给制崩溃。

## 古巴的配给制
1962年，古巴开始施行配给制，并持续至今。根据台湾三立电视在2019年的报道，古巴政府每月会根据家庭的生活状况为人民分发配给小冊子，古巴每个街区都有古巴国营配给杂货店，古巴人民每月都可以领取食物和一部分日用品，凭配给小冊子领货，并象征性的收取一点点古巴比索。如果家庭中有病人或者是婴儿，则可以多领取一些食物。古巴施行的配给制，也使古巴成为在拉丁美洲國家中唯一能完全免除饥饿的国家。
随着2011年，劳尔·卡斯特罗接替兄长菲德尔·卡斯特罗出任古巴共产党中央委员会第一书记，开始进行一系列改革，其中就包括经济改革，配给制度开始受到挑战。改革明确古巴经济体制继续以基本生产资料社会主义全民所有制及依据个人能力和劳动进行分配的社会主义原则为基础。住房、机动车买卖解禁，提高农产品收购价格，决定实行政企分开，并计划废止粮食、香烟补贴和货币双轨制。为提高生产率，减少国家负担的各项补贴，国营企业裁员50万。将个体工商业者的经营许可范围由29个扩大到178个，以便吸收国营企业的下岗员工。一年之内，个体户的数量几乎翻了一番，超过35万户。针对他们，2013年政府全面恢复了税收制度。
2019年，古巴举行了宪法公投，并以高票通过了新宪法。新宪法明确古巴政府承认私有财产，并认可外国投资。同时也对政治制度做了一定程度上的改革。
货币方面，古巴曾經有一个双货币系统。古巴国内的薪资与市场主要使用古巴比索（CUP），在旅游经济中使用比美元币值稍高的可兑换比索（CUC）（2004年取消美元自由流通以前可兑换比索与美元等值）。但根据台湾三立电视的报道，因为可兑换比索（CUC）的货币价值比古巴比索（CUP）高，导致可兑换比索（CUC）主导了古巴国内的市场定价。但古巴人的月薪才仅仅20古巴比索（CUP），国民购买力很低，因此出现了社会问题，加上因2019冠状病毒病疫情，导致古巴经济陷入危机。因此从2021年起，古巴取消實施了二十幾年的雙貨幣政策，廢除可兌換比索，並將唯一法定貨幣古巴披索匯率定在24披索兌1美元。